# Callipteris ulugurica
Callipteris ulugurica là một loài dương xỉ trong họ Athyriaceae. Loài này được Verdc. mô tả khoa học đầu tiên năm 2003.
Danh pháp khoa học của loài này chưa được làm sáng tỏ. 